# Милоје Лазаревић
Милоје Лазаревић, (Чачак, 24. септембар 1916 – 10. јун 1995, Чикагу) био је пјешадијски капетан у Југословенској војсци. Током Другог свјетског рата вршио је дужности начелника штаба Невесињског корпуса, команданта Прве невесињске бригаде и команданта Херцеговачке летеће бригаде Југословенске војске у отаџбини.

## Биографија
Рођене је 1916. у Чачку од оца Димитрија и мајке Полексије. Имао је брата Јована који је такође био активни припадник Југословенске војске у Отаџбини. Прије уписа у Војну академију завршио је четири разреда гимназије. Нижу школу Војне академије 1. октобра 1931. коју је успјешно завршио 1936. године. У чин потпоручника је унапријеђен 1. октобра 1936. и распоређен је у Пети пјешадијски пук "Краљ Милан" у Ваљеву. У овој јединици је службовао до 19. новембра 1938. када је прекомандован у Прву пјешадијску подофицирску школу у Београду. Произведен је у чин пјешадијског поручника 1. октобра 1940. У подофицирској школи налазио се на дужности водника све до напада Трећег рајха на Краљевину Југославију. Учесник је војног пуча 27. марта 1941. и свједок бомбардовања Београда 6. априла 1941.
Крај Априлског рата затекао га је на положају код Мостара и тада је први пут рањен током гушења усташко-хрватске побуне у војсци. Са тек залијеченом ногом вратио се у Србију, прво у село Јабучје код Лајковца, а потом и у Београд. Преко београдске четничке организације убрзо је добио ратни распоред (по личном захтјеву) и упућен је у Херцеговину. Био је командант Невесињског четничког одреда почетком јуна 1942. Водио је овај одред у побједи над партизанским јединицама на Гату. Био је и први командант Невесињске бригаде од њеног формирања 1942. до 1943. Чин капетана II класе добио је 1. октобра 1943. године. 
Током љета 1943. обављао је дужност привременог команданта Друге сарајевске бригаде Романијског корпуса. Након повратка у Херцеговину постављен је 1943. на мјесто начелника штаба Невесињског корпуса и уједно је враћен на мјесто команданта Невесињске бригаде којом је командовао све до 1944. Крајем септембра 1944. учествује у нападу на Њемачке снаге у Требињу. У мају 1945. успијева да преко Словеније одступи за Италију. У избјегличком логору Еболи био је смјештен до 1946. Након затварања логора Еболи, живи у Барију и Риму радећи тешке физичке послове да би се прехранио. Исељeничку визу добија 1950. и емигрира за САД гдје стиже 17. јула исте године и одлази прво у Њујорк, код свог брата Јована (преминуо 17. јуна 1953) који је тада радио на радио програму "Глас Америке". Пресељава се у Чикаго гдје је као обичан радник радио у двије компаније. Тек 1955. у САД долази и његова супруга Невенка (рођена Васиљевић, из Мостара са којом се вјенчао 28. августа 1943. у селу Богојевићи код Требиња) и ћерка Лепа. Двије године касније, 4. новембра 1957. добија сина Јована. Супруга Невенка преминула је 16. марта 1994. У емиграцији је наставио свој национални рад кроз организације у којима је био члан: Српска народна одбрана, Организација Српских четника "Равна Гора", Културног клуба "Свети Сава" и локалног црвеног одбора. Често је писао чланке за емигрантску штампу. Понекад је објављивао чланке и у "Чикаго трибјуну".
Преминуо је 10. јуна 1995. године у Чикагу, а сахрањен је на гробљу манастира Светог Саве у Либертвилу, држава Илиноис.